# Batheuchaeta anomala
Batheuchaeta anomala är en kräftdjursart som beskrevs av Markhaseva 1981. Batheuchaeta anomala ingår i släktet Batheuchaeta och familjen Aetideidae. Inga underarter finns listade i Catalogue of Life.